# Mr Slush
Mr Slush er en af Norges mest kendte slushmærker. 
Mærket bliver produceret af Slush Distribusjon i Stavanger og er solgt over hele landet. 
Mr Slush bliver produceret med en række forskellige smagsvarianter blandt andet cola, jordbær og hindbær.